# Monte San Martino
Monte San Martino é uma comuna italiana da região dos Marche, província de Macerata, com cerca de 820 habitantes. Estende-se por uma área de 18 km², tendo uma densidade populacional de 46 hab/km². Faz fronteira com Amandola (FM), Montefalcone Appennino (FM), Penna San Giovanni (MC), Santa Vittoria in Matenano (FM), Servigliano (FM), Smerillo (FM).

## Demografia
| Variação demográfica do município entre 1861 e 2011                               |
|                                                                                   |
| Fonte: Istituto Nazionale di Statistica (ISTAT) - Elaboração gráfica da Wikipedia |

## Esporte
Monte San Martino tem um time de futebol (ASD Monte San Martino) que disputaram o campeonato da terceira categoria (a última categoria italiano), a vila também tem um time de futsal (ASD Atlètico Molino).

## Escolas
A Monte San Martino é um jardim de infância, uma escola primária e uma escola média; em todas as três escolas são pouco mais de uma centena de estudantes.